# Hybovalgus fraternus
Hybovalgus fraternus är en skalbaggsart som beskrevs av Moser 1915. Hybovalgus fraternus ingår i släktet Hybovalgus och familjen Cetoniidae. Inga underarter finns listade i Catalogue of Life.